# Cabelos de Pele

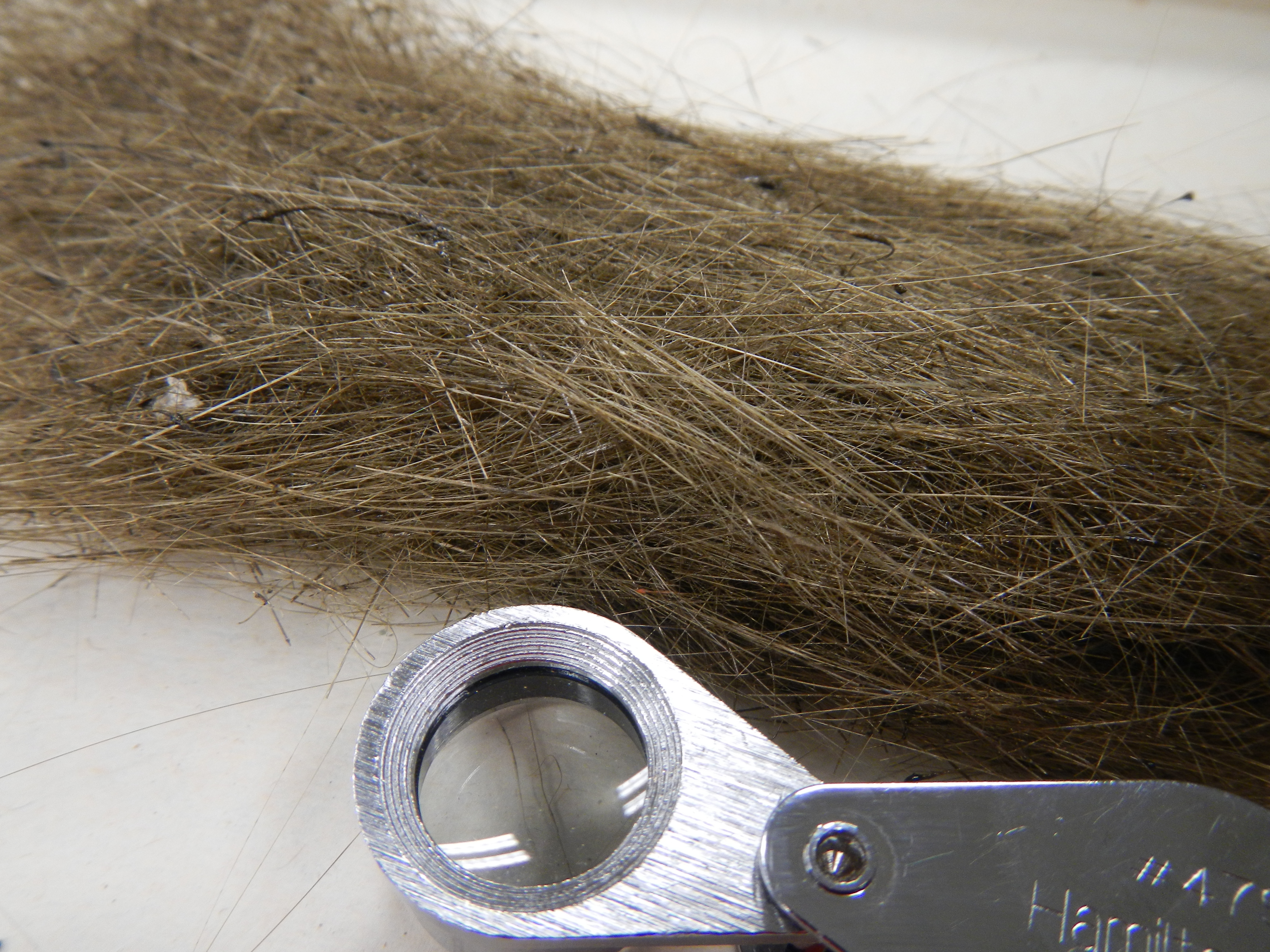
Cabelos de Pele observados em 10 de dezembro de 2015.

Os cabelos de Pele são fios finos feitos de vidro vulcânico formados em escoada lávica velozes em erupções vulcânicas havaianas. Um fio com menos de 0,5 mm de diâmetro pode chegar a medir 2 metros de comprimento. O nome ''Pele'' vem da deusa dos vulcões da mitologia havaiana. Esses fios são produzidos quando os gases acumulados saem em direção à superfície, fazendo surgir um material que parece um fio de cabelo.